# 34-я сессия Комитета всемирного наследия ЮНЕСКО
34-я се́ссия Комите́та Всеми́рного насле́дия ЮНЕ́СКО проходила в городе Бразилиа (Бразилия) с 25 июля по 3 августа 2010 года под председательством Ж. Л. да Силва Феррейра, министра культуры Бразилии. На рассмотрение было представлено 39 объектов в 33 странах мира, включая 9 объектов, номинированных на расширение. Кроме того, комитету было предложено рассмотреть состояние 147 объектов всемирного наследия, включая 31 объект из списка всемирного наследия, находящегося под угрозой.
В результате работы сессии список пополнился 21 новым объектом, ещё 8 объектов было расширено. Впервые в список попали объекты, находящиеся на территории Кирибати, Маршалловых Островов и Таджикистана. Кроме того, были внесены изменения в список всемирного наследия, находящегося под угрозой. Данный список пополнился четырьмя объектами, один объект был из него исключён.
По состоянию на 3 августа 2010 года в списке находилось 911 объектов всемирного наследия из 151 страны мира. Список всемирного наследия, находящегося под угрозой, состоял из 34 объектов в 27 странах мира.
Все разделы списка упорядочены по номерам объектов.

## Объекты, внесённые в список всемирного наследия
| #  | Изображение | Название                                                            | Местоположение     | №    | Критерии             |
| -- | ----------- | ------------------------------------------------------------------- | ------------------ | ---- | -------------------- |
| 1  |             | Саразм                                                              | Таджикистан        | 1141 | ii, iii              |
| 2  |             | Нагорья Центральной Шри-Ланки                                       | Шри-Ланка          | 1203 | ix, x                |
| 3  |             | Плато Путорана                                                      | Россия             | 1234 | vii, ix              |
| 4  |             | Площадь Святого Франсиска в городе Сан-Кристован                    | Бразилия           | 1272 | ii, iv               |
| 5  |             | Исторические памятники Дэнфэн у подножия горы Суншань               | Китай              | 1305 | iii, vi              |
| 6  |             | Каторжные поселения Австралии                                       | Австралия          | 1306 | iv, vi               |
| 7  |             | Вулканы и цирки на острове Реюньон                                  | Франция            | 1317 | vii, x               |
| 8  |             | Старинные корейские деревни Хахве и Яндон                           | Республика Корея   | 1324 | iii, vi              |
| 9  |             | Острова Феникс                                                      | Кирибати           | 1325 | iii, vi              |
| 10 |             | Национальный морской парк Папаханаумокуакеа                         | США                | 1326 | iii, vi, viii, ix, x |
| 11 |             | Императорская цитадель Тханг-Лонг, Ханой                            | Вьетнам            | 1328 | ii, iii, vi          |
| 12 |             | Район Эт-Турайф в городе Эд-Диръия                                  | Саудовская Аравия  | 1329 | iv, v, vi            |
| 13 |             | Данься                                                              | Китай              | 1335 | vii, viii            |
| 14 |             | Епископский город Альби                                             | Франция            | 1337 | iv, v                |
| 15 |             | Джантар-Мантар                                                      | Индия              | 1338 | iii, iv              |
| 16 |             | Атолл Бикини                                                        | Маршалловы Острова | 1339 | iv, vi               |
| 17 |             | Гробница Сефи ад-Дина в Ардебиле                                    | Иран               | 1345 | i, ii, iv            |
| 18 |             | Тебризский базар                                                    | Иран               | 1346 | ii, iii, iv          |
| 19 |             | Концентрические каналы XVII века в пределах Сингелграхта, Амстердам | Нидерланды         | 1349 | i, ii, iv            |
| 20 |             | Камино-Реал-де-Тьерра-Адентро                                       | Мексика            | 1351 | ii, iv               |
| 21 |             | Доисторические гроты Ягуля и Митлы в Центральной долине Оахака      | Мексика            | 1352 | iii                  |

## Расширение объектов, находящихся в списке всемирного наследия
| # | Изображение | Название                                                                                              | Изменения | Место                | №       | Дата включения |
| - | ----------- | --- | --- | -------------------- | ------- | -------------- |
| 1 |             | Охраняемая территория Нгоронгоро                                                                      | К природным критериям (vii, viii, ix, x) были добавлены культурные (iv) после обнаружения останков древнего человека homo habilis. | Танзания             | 39bis   | 1978           |
| 2 |             | Шахтёрский город Рёрус и его окрестности                                                              | К объекту были отнесены плавильная печь с окрестностями и зимний транспортный путь.                                                | Норвегия             | 55bis   | 1980           |
| 3 |             | Национальный парк Пирин                                                                               | Была добавлена территория в верховьях горного массива Пирин (выше 2000 метров). Теперь объект занимает почти всю площадь парка.    | Болгария             | 225bis  | 1983           |
| 4 |             | Церкви исторической области Молдова                                                                   | Была добавлена Воскресенская церковь монастыря Сучевица.                                                                           | Румыния              | 598bis  | 1993           |
| 5 |             | Старинные рудники Раммельсберга, исторический город Гослар и система водного хозяйства Верхнего Гарца | Была добавлена система водного хозяйства Верхнего Гарца.                                                                           | Германия             | 623ter  | 1992           |
| 6 |             | Наскальное искусство эпохи палеолита в Сьега-Верде                                                    | К долине Коа в Португалии был добавлен регион в испанской автономной области Кастилия и Леон.                                      | Испания · Португалия | 866bis  | 1998           |
| 7 |             | Исторический центр города Грац и замок Эггенберг                                                      | К объекту добавлен замок Эггенберг, расположенный в 3 км от центра Граца.                                                          | Австрия              | 931bis  | 1999           |
| 8 |             | Монте-Сан-Джорджио                                                                                    | В объект была включена итальянская часть горы.                                                                                     | Италия · Швейцария   | 1090bis | 2003           |

## Объекты, внесённые в список всемирного наследия, находящегося под угрозой
| # | Изображение | Название                                                                    | Местоположение | №    | Дата включения |
| - | ----------- | --------------------------------------------------------------------------- | -------------- | ---- | -------------- |
| 1 |             | Национальный парк Эверглейдс                                                | США            | 76   | 1979           |
| 2 |             | Кафедральный собор Баграти и монастырь Гелати (город Кутаиси и окрестности) | Грузия         | 710  | 1994           |
| 3 |             | Захоронение королей Буганды в Касуби                                        | Уганда         | 1022 | 2001           |
| 4 |             | Влажные тропические леса Ацинананы                                          | Мадагаскар     | 1257 | 2007           |

## Объект, исключённый из списка всемирного наследия, находящегося под угрозой
| # | Изображение | Название              | Местоположение | № | Дата включения в основной список | Дата включения в список всемирного наследия, находящегося под угрозой |
| - | ----------- | --------------------- | -------------- | - | -------------------------------- | --------------------------------------------------------------------- |
| 1 |             | Галапагосские острова | Эквадор        | 1 | 1978                             | 2007                                                                  |

## Карта
- — объекты, внесённые в список всемирного наследия
- — объекты, находящиеся в списке всемирного наследия и получившие изменения
- — объекты, внесённые в список всемирного наследия, находящегося под угрозой
- — объект, исключённый из списка всемирного наследия, находящегося под угрозой